# 2020-as seychelle-szigeteki választások
2020. október 22-24-én általános választásokat tartottak a Seychelle-szigeteken, melyen megválasztották az ország elnökét és a Nemzetgyűlést. A nemzetgyűlési választásokat először 2021-re tűzték ki, de 2020. augusztusban Danny Faure elnök előbbre hozta a dátumot, hogy így a két választást egyszerre tartsák meg. Ezt a döntést az ellenzéki pártok támogatták.
Az elnökválasztást Wavel Ramkalawan, a Linyon Demokratik Seselwa (LDS) jelöltje nyerte meg, ugyanakkor az LDS növelte előnyét a parlamentben is, most a 35 helyből 25-öt szerzett meg.

## Választási rendszer
A Seychelle-szigetek elnökét kétfordulós rendszerben választják meg; ha az első fordulóban egyik jelölt sem szerez többséget, a két első jelölt között lehet választani.
A Nemzetgyűlés tagjainak megválasztásához két módszert használnak. 26 helyet a választókörzetekből töltenek fel, ahonnét az első helyezett kerül be a Gyűlésbe, az egyszerű többségi szavazás használatával. A maradék legfeljebb tíz helyet pedig a pártokra leadott szavazatok arányában osztanak el.  Minden megszerzett 10%-nyi szavazatért jár egy képviselői hely.

## Elnöki kampány
2019. augusztusban az Egyesült Seychelle-szigetek megnevezte saját jelöltjét, aki a hivatalban lévő elnök, Danny Faure lett. Erre a párt 33. kongresszusán került sor. Wavel Ramkalawan a liberális  Linyon Demokratik Seselwa (LDS) és Alain St. Ange a progresszív, 2019. április 26-án megalapított és 2019. június 12-én bejegyzett Egy Seychelles-szigetek Párt jelöltje indult el a hivatalban lévő elnökkel szemben. A Nemzetgyűlés volt elnöke, Patrick Pillay el akart indulni, ezt azonban a választási bizottság meghiúsította,  mivel nem sikerült összegyűjtenie 500 regisztrált szavazó aláírását.
Bár az országban csak 149 (többségében behurcolt) COVID-beteget regisztráltak, a közegészségügyi szabályok így is rányomták a bélyegét a kampányra. Például betiltották a nyilvános gyűléseket. Mivel közvélemény-kutató nem működik az országban, a nyilvános rendezvényeken részt vevők alapján szokták megbecsülni a pártok támogatottságát. A jelöltek azonban aktívak voltak a közösségi médiában, és részt vettek az ország első televíziós elnöki vitájában is. A magas megélheti költségek és a turizmus visszaesése miatt fontos téma lett a gazdaság. Míg a Transparency International a 30 legkevésbé korrupt ország között tartja nyilván az országot, a hivatalban lévő kormányt sokan azzal vádolják, hogy túl simulékony az off-shore vállalatok kérései irányába. 

## Eredmények
Október 25-én Wavel Ramkalawant nevezték meg az elnökválasztás győztesének, aki a szavazatok 54,91%-át szerezte meg. Ez volt az ország 1977-es függetlenné válása óta az első békés hatalomváltás. Az ellenzéki pártok 1993-as engedélyezése óta eddig hat alkalommal indult már a posztért. Danny Faure részt vett Ramkalawan győzelmi beszédén, „Ennek a választásnak nincsenek győztesei és vesztesei. Országunk volt ennek a végső nyertese.”

### Nemzetgyűlési választások
| Party                           | Party                           | Szavazatok | %     | +/–   | Helyek | Helyek | Helyek | Helyek |
| Party                           | Party                           | Szavazatok | %     | +/–   | ETSZ   | AK     | Total  | +/–    |
| ------------------------------- | ------------------------------- | ---------- | ----- | ----- | ------ | ------ | ------ | ------ |
|                                 | Linyon Demokratik Seselwa       | 35.202     | 54,84 | +5,25 | 20     | 5      | 25     | +6     |
|                                 | Egyesült Seychelle-szigetek     | 27.185     | 42,35 | –6,87 | 6      | 4      | 10     | –4     |
|                                 | Egy Seychelle-szigetek          | 1420       | 2,21  | Új    | 0      | 0      | 0      | Új     |
|                                 | Seychelle-i Szövetség           | 70         | 0,11  | Új    | 0      | 0      | 0      | Új     |
|                                 | Függetlenek                     | 317        | 0,49  | +0,28 | 0      | 0      | 0      | 0      |
| Érvénytelen/Üres szavazatok     | Érvénytelen/Üres szavazatok     | 1784       | –     | –     | –      | –      | –      | –      |
| Összesen                        | Összesen                        | 65.978     | 100   | –     | 26     | 9      | 35     | +2     |
| Regosztráli választók/részvétel | Regosztráli választók/részvétel | 74.634     | 88,40 | –     | –      | –      | –      | –      |
| Forrás: ECS                     |                                 |            |       |       |        |        |        |        |